# 圖則

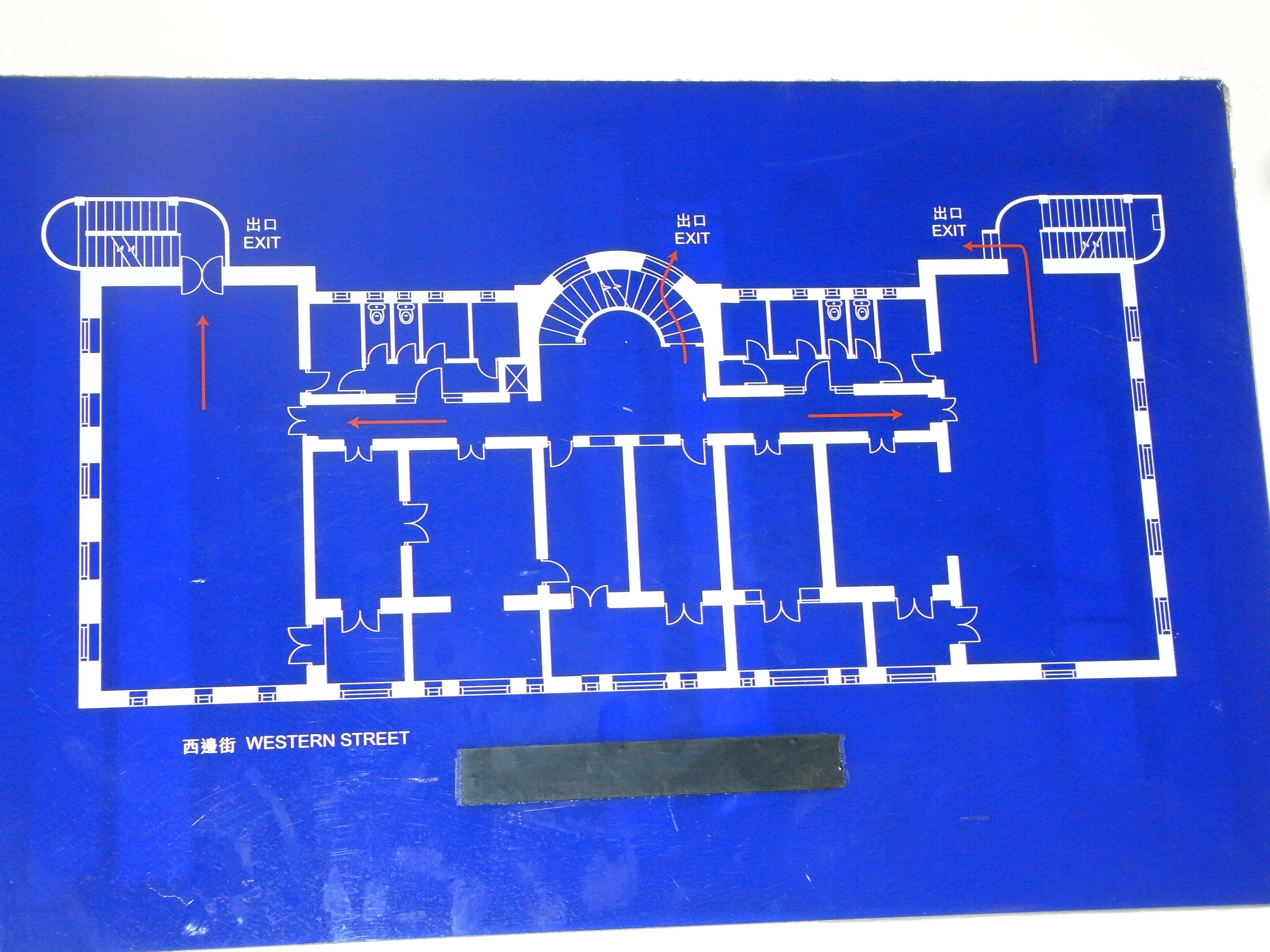
一個社區中心的圖則

建築圖、圖則，是建築物的工程图的组成部分，有平面图（英語：Floor plan）、立面图（英語：Elevation）、剖面图或切面图（英語：Section）等，以比例圖繪製，表現該建築物內的客廳、房間、空間及其它硬件的分佈。其中包括牆壁、門窗的位置圖。方便繪圖員、建築師、土木技師、結構技師、地產發展商、室內設計師、地盤工人、裝修及業主、保安、消防、訪客等溝通之用。
從歷史上來看，圖紙是以在墨水在紙上、或類似紙的材料製成的，所需的任何副本都必須用手工製作。在二十世紀，圖紙開始轉向為描圖紙，因此機械複印件可以有效地運行。電腦的發展對用於設計和建立工程圖的方法產生了重大影響，使手工繪圖幾乎過時，並開闢了以有機形狀和複雜幾何之新形式的可能。現今，絕大多數圖紙都是使用CAD軟體建立的。

## 類型

### 施工圖(Working drawings)
在建築建造專案中使用的一套全面的圖集：這些圖紙不僅包括建築師的圖，還包括結構和其他工程的圖面。以邏輯來區分，施工圖分為位置圖，裝配圖和零件圖。

## 草圖(Drafting)

### 電腦成像與電腦輔助設計(CGI and computer-aided design)

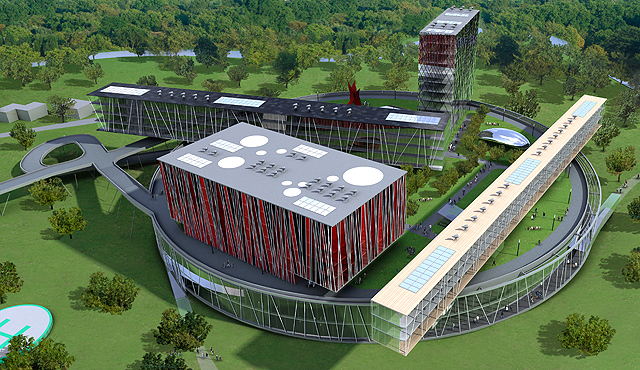
Computer generated perspective of the Moscow School of Management, by David Adjaye.

電腦輔助設計（通常以縮寫CAD稱之）是使用電腦軟體來建立圖紙。今天，絕大多數各種工程圖紙都是用CAD製作的。電腦不是在紙上畫線，而是以電子方式記錄等效訊息。該系統有許多優點：減少了重複，因為複雜的元素可以被複製，複製和存儲以便重複使用。可以刪除錯誤，並且在設計完成之前，繪製速度允許嘗試許多排列。另一方面，CAD繪圖促進了對細節度和準確性期望的增加，這些方面降低了最初從轉向電腦化所預期的效率。

#### 建築資訊建模(Building information modeling)
建築資訊建模（BIM）是CAD繪圖的邏輯發展，是一種相對較新的技術，臺灣約在近10年形成趨勢。設計團隊協作建立3D電腦模型，所有計劃和其他2D視圖都直接從模型生成，確保空間的一致性。這裡的關鍵創新是透過網路共享模型，以便所有設計功能（基地調查，建築，結構和服務）可以集合到單一模型中，或者作為每個專業相關聯一系列的模型，這些模型共享整個設計開發過程。某種形式的管理（不一定是建築師）需要適當地來解決相互衝突的優先順序。BIM的起始點是空間設計，但是它也能使元件從模型中嵌入的資訊被計量與排程。

#### 建築動畫(Architectural animation)
建築動畫是展示一提案的建築過程與外觀造型等的模擬短片：移動的圖像使3D的形式更容易理解。動畫由一系列數百甚至數千張靜止圖像產生，每個靜止圖像的製作方法與建築視覺化相同。電腦生成的建築物使用CAD程序創建，用於從一系列視點建立或多或少的擬真視圖。最簡單的動畫使用移動視點，而更複雜的動畫可以包括移動的物體如人物、車輛等。

## 相關
- 3D
- 逃生路線